# Anthony Eden
Sir Robert Anthony Eden, 1.° Conde de Avon KG, MC, PC (Rushyford, 12 de junho de 1897 — Alvediston, 14 de janeiro de 1977) foi um político britânico. Foi embaixador durante a Segunda Guerra Mundial e Primeiro-Ministro entre 7 de abril de 1955 a 9 de janeiro de 1957.
Primeiro-ministro britânico, nascido em 1897, foi deputado conservador desde 1923, várias vezes ministro, nomeadamente ministro para os Assuntos da Sociedade das Nações, ministro dos Negócios Estrangeiros entre 1935 e 1938, ministro dos Domínios, ministro da Guerra e novamente ministro dos Negócios Estrangeiros durante a Segunda Guerra Mundial. Durante o seu primeiro mandato como ministro dos Negócios Estrangeiros apresentou a sua demissão como protesto contra o apaziguamento em relação à Alemanha Nazi e à Itália fascista em 1938.

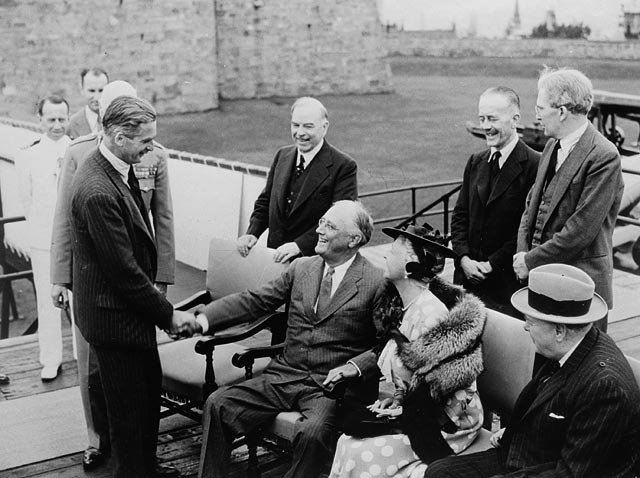
Eden cumprimentando o presidente estadunidense Franklin D. Roosevelt na Conferência de Quebec em 1943.

Após a Segunda Guerra Mundial participou na Conferência das Nações Unidas sobre Organização Internacional. Em 1951 acumulou as funções de vice-primeiro-ministro e ministro dos Negócios Estrangeiros. Em 1954, colaborou no fim da guerra da Indochina, na Conferência de Genebra e na criação da SEATO (Organização do Tratado do Sudoeste Asiático).[carece de fontes?]
Finalmente, foi eleito primeiro-ministro em 1955, substituindo Winston Churchill. Durante o seu mandato, deu-se a crise do Suez em 1956, em que a Inglaterra se viu envolvida por ser um dos principais acionistas do canal do Suez, sentindo-se fortemente prejudicada com a nacionalização deste canal pelo Egito de Gamal Abdel Nasser. Esteve, então, envolvido num ataque ao Egito juntamente com a França e Israel, acabando por terem de se retirar do território, sob pressão dos Estados Unidos e da União Soviética. Em 1957, Eden renunciou por motivos de saúde.